# Приєзда II
Приєзда II (Prijezda II; *бл. 1240 — †1290) — бан Боснії у 1287—1290 роках.

## Життєпис
Походив з династії Котроманичів. Старший син Приєзди I, бана Боснії, та Єлищавети. Народився близько 1240 року. У дитинстві він утримувався заручником у домініканців, щоб забезпечити лояльність батька, який свого часу перейшов з католицизму до богомільства, але потім знову став католиком.
Після того, як його батько вдруге став баном Боснії у 1250 й взявся викорінювати вчення богомілів, Приєзду Молодшого було у 1253 році повернуто на батьківщину. Замало відомостей про діяльність Приєзди за часів панування його батька бана Боснії.
У 1287 році Приєзда I передав владу над Боснією синам. Приєзда II став правити територією між річками Дрина і Босна (західної Боснією), а східна дісталася його братові Стефану Котроману. У 1290 році Приєзда II помер у Сребреніку, в результаті чого його брат знову об'єднав Боснію.